# مطبخ أوديشا
مطبخ أوديا هو مطبخ ولاية أوديشا. لقد تطورت بمرور الوقت بتأثير ثقافتها المحلية للغاية من الهندوسية الفايشنافية والجينية، وبالتالي، فإن لها عناصرها وممارساتها المميزة بشكل أكثر دقة، فهي أقل تتبيلاً وحلوة إلى حد ما مع التوازن المثالي للنكهة.
بالمقارنة مع المأكولات الهندية الإقليمية الأخرى، يستخدم مطبخ أوديا زيتًا أقل وأقل تتبيلاً بينما يظل مع ذلك لذيذًا. الأرز والقمح هو الغذاء الأساسي لهذه المنطقة. يُستخدم زيت الخردل في بعض الأطباق كوسيلة للطهي، لكن السمن (المصنوع من حليب البقر) مفضل في المعابد. في العصور القديمة، كان يتم تقديم الطعام بشكل تقليدي على أطباق نحاسية أو أطباق تستخدم لمرة واحدة مصنوعة من أوراق الشورية القاسية. 
كان طهاة الأوديا، وخاصة من منطقة بوري، مطلوبين كثيرًا نظرًا لقدرتهم على طهي الطعام وفقًا للكتب المقدسة الهندوسية. خلال القرن التاسع عشر، كان العديد من طهاة الأوديا يعملون في البنغال وأخذوا معهم العديد من أطباق الأوديا.
يُستخدم الزبادي في الأطباق. تعتمد العديد من حلويات المنطقة على تشينا (الجبن القريش الهندي).

## المكونات والتوابل
الأرز هو محصول رئيسي من أوديشا إلى جانب القمح، والبومين هو الأفضل. العدس مثل البازلاء والفاصوليا هي مكونات رئيسية أخرى.
الخضروات الأصلية المستخدمة في المطبخ أوديا هي القرع، الكوسة، موز الجنة، الكاكايا، والبابايا. تُستخدم أيضًا الخضروات مثل الفلفل الحار والبطاطس والقرنبيط والملفوف جنبًا إلى جنب مع الخضروات المحلية.
بانتشا فوتانا عبارة عن مزيج من خمسة توابل تستخدم على نطاق واسع في مطبخ الأوديا. يحتوي على الخردل والكمون والحلبة واليانسون والكلونجي(بذور البصل). يستخدم الثوم والبصل والزنجبيل في معظم الأطعمة. لا يسمح تحضير طعام المعبد باستخدام الثوم أو البصل. يتم استخدام السمن والكركم والجاغري بانتظام.

## الاختلاف المحلي
يتأثر الطعام في المنطقة حول بورى- كوتاك بشكل كبير بمعبد جاغاناث. من ناحية أخرى، يتم استخدام عجينة الكالونجي والخردل في الغالب في المنطقة المتاخمة للبنغال والكاري يميل إلى أن يكون أكثر حلاوة. في المنطقة الأقرب إلى ولاية أندرا براديش، يتم استخدام أوراق شجرة الكاري بشكل أكبر.

## طعام المعبد

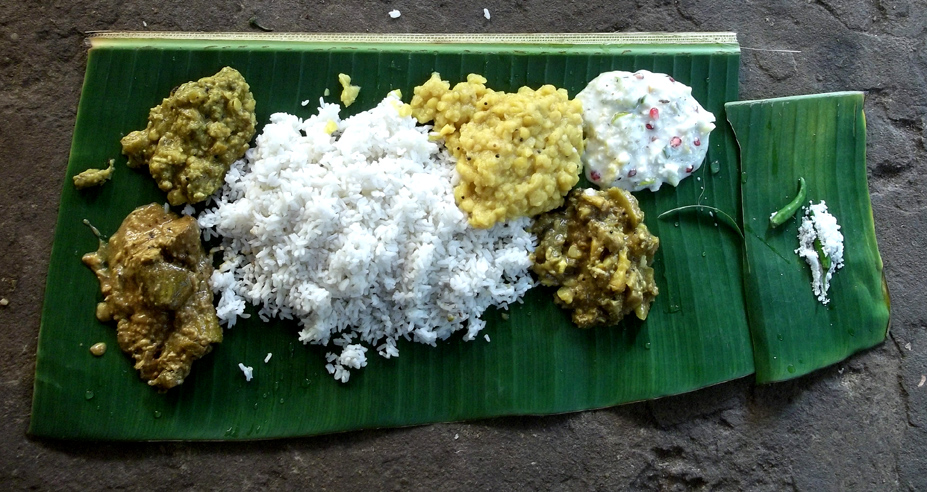
أباظة وجبة بعد الظهر من معبد جاغاناث يقدم على ورقة موز الجنة.

تُقدم المعابد في المنطقة قرابين للآلهة الرئيسية. إنبراسادا(طعام للمتعبدين) بـمعبد جاغاناث معروف جيدًا ويسمى على وجه التحديدمها براساد ويعني أعظم براسادا. يتكون من 56 وصفة، لذلك يطلق عليه تشابان بونغا chhapan bhoga. ويستند إلى الأسطورة أن كريشنا فاته وجباته الثمانية لمدة سبعة أيام أثناء محاولته إنقاذ قرية من عاصفة جعلت تل جوفاردان ملجأ.

## الأسماك و المأكولات بحرية
على الرغم من كونه من المطبخ المتأثر بالفيشنافي، إلا أن طعام أوديا يأخذ مزيجًا فريدًا من نوعه. على الرغم من أن الأسماك والمأكولات البحرية الأخرى تؤكل بشكل رئيسي في المناطق الساحلية. يتم تحضير العديد من الكاري من الجمبري والكركند مع التوابل. تتوفر أسماك المياه العذبة من الأنهار وقنوات الري . الروهو، كاتلا وهيلسا هي أسماك المياه العذبة الشهيرة المستخدمة في الكاري.

## قائمة الأطباق

### أطباق الأرز والروتي

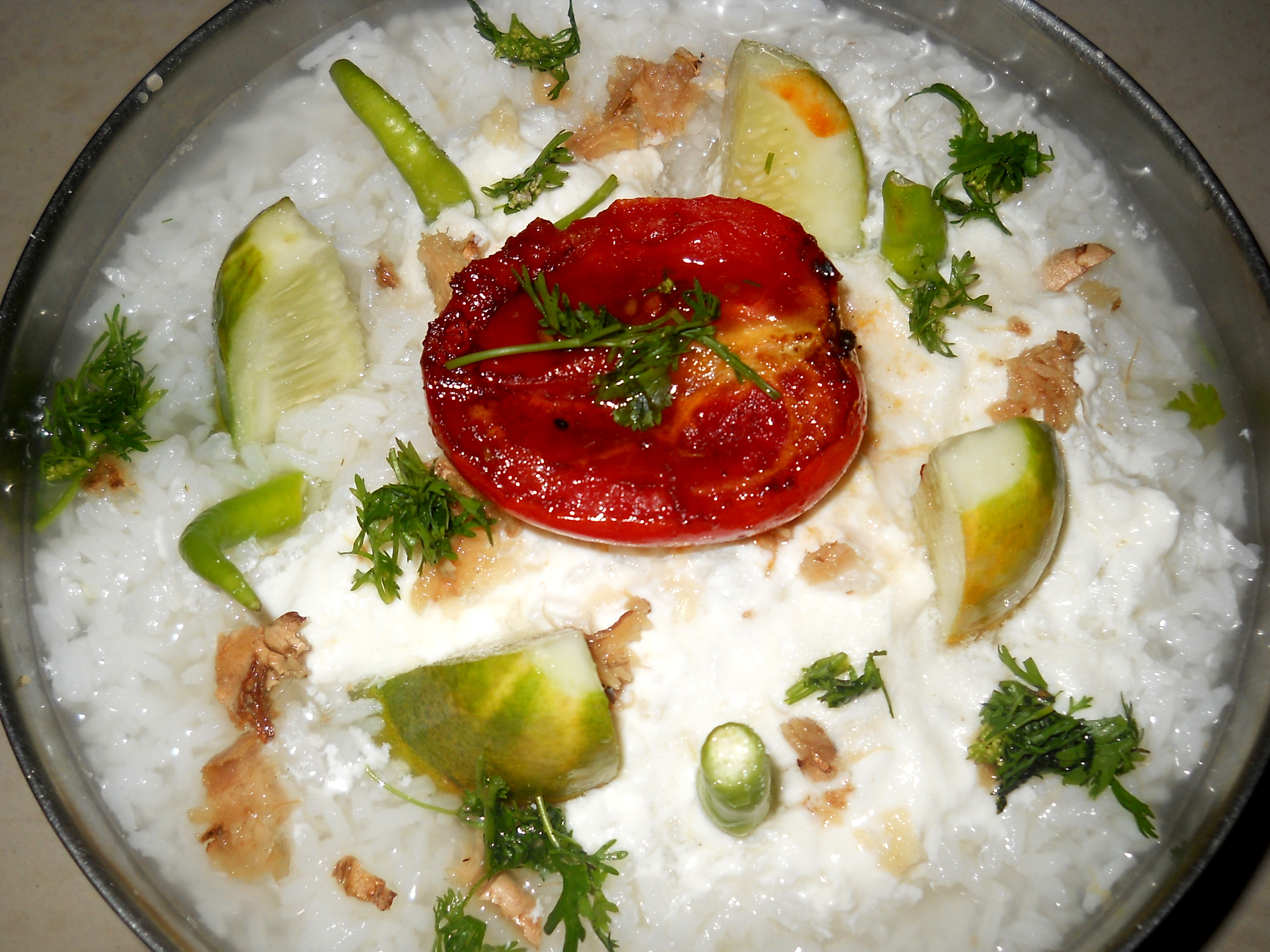
باخالا تقدم مع حبات ليمون وزبادي وشريحة طماطم.

- باخالا هو طبق أرز يُصنع بإضافة الماء مع اللبن الرائب إلى الأرز المطبوخ. يمكن بعد ذلك السماح لها بالتخمر بين عشية وضحاها. وهذا ما يسمى باسي باخالا وضاحي باخالا. تسمى النسخة غير المخمرة من هذاساجاباخالا . يتم تقديمه مع الفلفل الأخضر والبصل والزيادي والبادي إلخ. يؤكل في المقام الأول في الصيف.[12][13]
- الخيتشدي هو طبق أرز مطبوخ مع العدس.[14][15] إنها نسخة الأوديا منالخيجري.[16]
- بالاو طبق أرز مصنوع من اللحوم والخضروات والزبيب. إنها نسخة الأوديا منبيلاف.[17][18]
- كانيكا طبق أرز حلو ومزين بالزبيب والمكسرات.[13][19]
- أرز بالسمن مقلي بالسمن والقرفة.

### دال

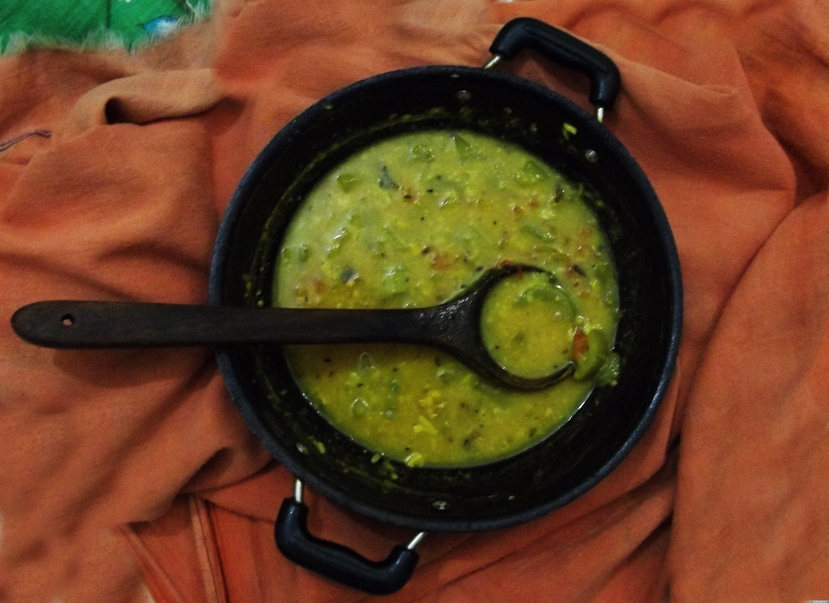
دالما

- دالما: طبق مصنوع من الدال والخضروات.[20] إنه مصنوع بشكل عام من البازلاء الهندية( البسلة) ويحتوي على خضروات مقطعة مثل البابايا الخضراء والموز غير الناضج والباذنجان واليقطين والكوسة، إلخ. إنه مزين بالكركم والجاغري وبذور الخردل وبانتش فوتانا. هناك العديد من الاختلافات في هذا الطبق ولكن يتم استخدام السمن وبانتش فوتانا وجاغري في كل منها.[11]
- دالي: طبق مصنوع من أحد البقوليات مثل البازلاء الهندية( البسلة)، دال، العدس، بقلة الماش أو مزيج من هذه.

### كاري
يحتوي طبخ الأوديا على أنواع مختلفة من الكاري بناءً على أسلوب التحضير العام. كاري، سانتولا، راي، راسا.
- سانتولا: طبق من الخضروات المفرومة ناعما مقلية بالثوم والفلفل الأخضر والخردل والبهارات. لها العديد من الاختلافات.[11][21]
- تشاتو راي: طبق مصنوع من الفطر والخردل.[22]
- ألو بوتالا راسا: كاري مصنوع من البطاطس والبروال.[23]
- كادالي مانجا راي: كاري مصنوع من جذع نبات الموز وبذور الخردل. يشيرمانجا إلى الجذع الذي يمكن استخدامه فيدالما.[13][24][25]
- ماهورا
- البصارة: خضروات متنوعة في عجينة الخردل ومخففة بــ بانتش فوتانا.

### الخطا والصلصات

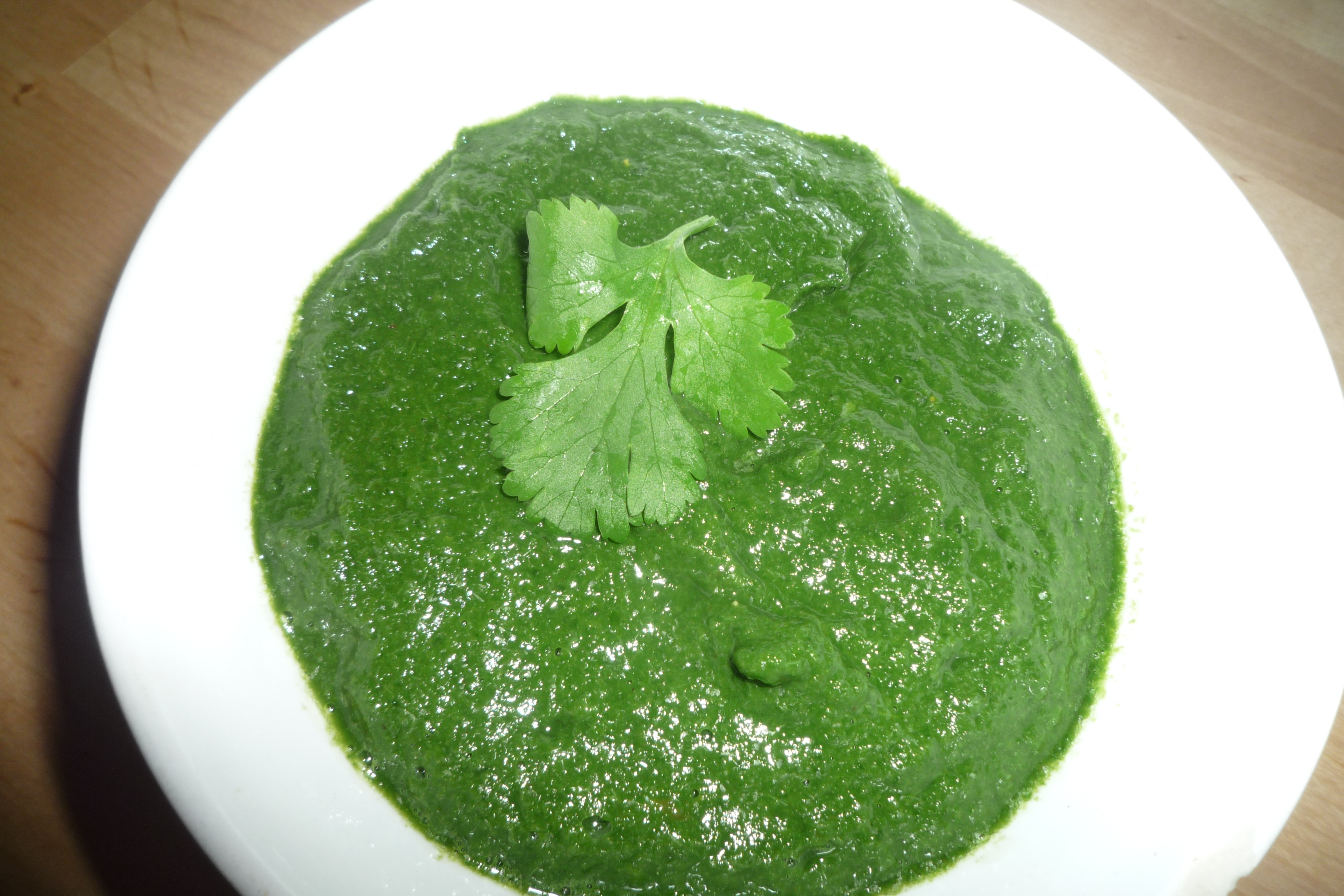
ضانية باترا تشاتني

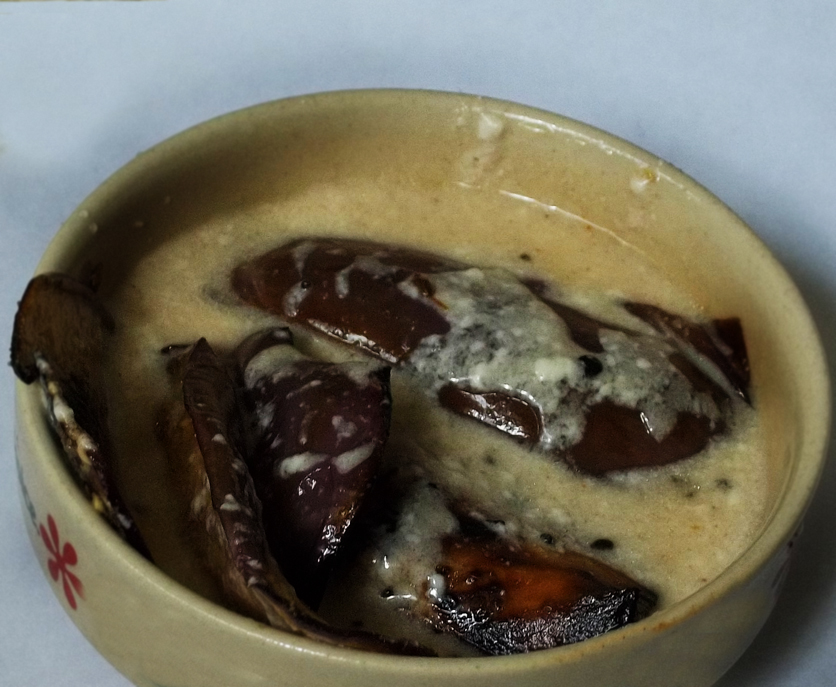
ضاحي بايغانا

خطا يُشير إلى نوع من الأطباق الجانبية الحامضة أو الصلصة التي تقدم عادةً مع وجبات أوديا.
- ضاحي بايغانا: طبق حامض مصنوع من الزبادي والباذنجان .[21][27]
- ضاحي بهندي: طبق حامض مصنوع من الزبادي والبامية .
- خاجور خطا: طبق حلو وحامض مصنوع من الطماطم والتمر.[13][28][29]
- أمبا خطا: قطة مصنوعة من المانجو الخام.[30]
- أوو خطا: تفاح الفيلخطاا [11]
- خطا الطماطم: طبق حلو وحامض مصنوع من الطماطم والجاغري.
- ضانيا- باترا تشانتي: صلصة مصنوعة من أوراق الكزبرة. [31]

### ساغا( سلطة خضراء)
في مطبخ الأوديا، تعتبر الساغا من أهم الخضروات. إنها تحظى بشعبية في جميع أنحاء الولاية. قائمة النباتات التي تستخدم ساغا كما يلي. عادة ما يأكل الأوديون العديد من الأوراق الخضراء المطبوخة. يتم تحضيرها بإضافة «بانتشا فوتانا» مع أو بدون البصل / الثوم، وأفضل طريقة للاستمتاع بها مع الــ باخالا.
- ساغا بهاجا [21]
- ساغا موغا
- ساجا بادي [32]
- ساغا راي
- سارو باترا تاركاري

### بيثاس( كعك حلو)

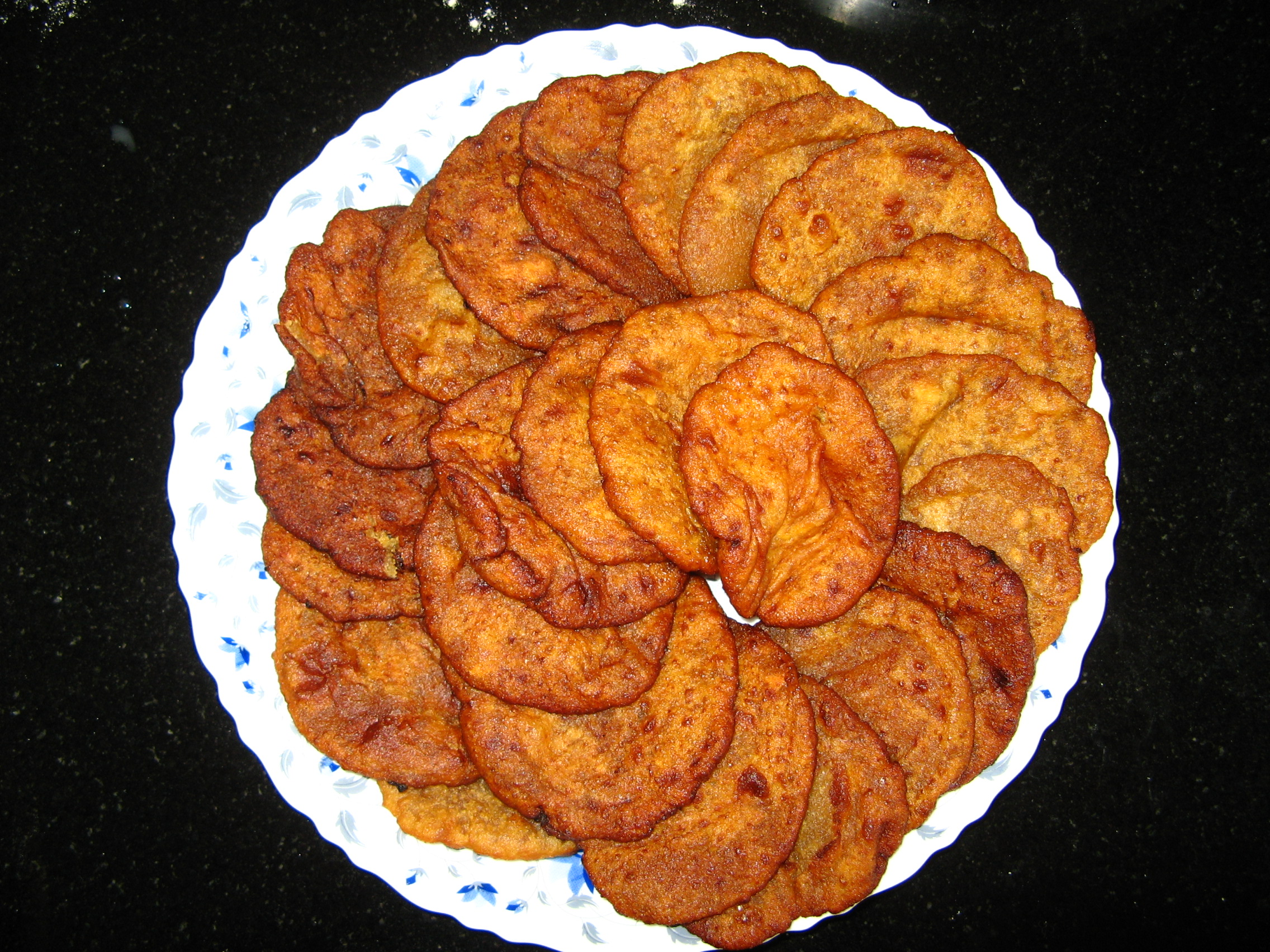
كاكارا بيثا

البيثاس والحلويات أنواع من أطباق الأودية التقليدية.

### البيض، الدجاج و لحم ضأن
- أندا تاركاري: كاري بيض
- دجاج تاركاري: دجاج بالكاري
- دجاج تندوري: دجاج باربيكيو
- مانغسا تاركاري: لحم الضأن بالكاري
- ماتي هاندي مانغسو: وعاء كاري فخاري

### الأسماك والمأكولات البحرية الأخرى

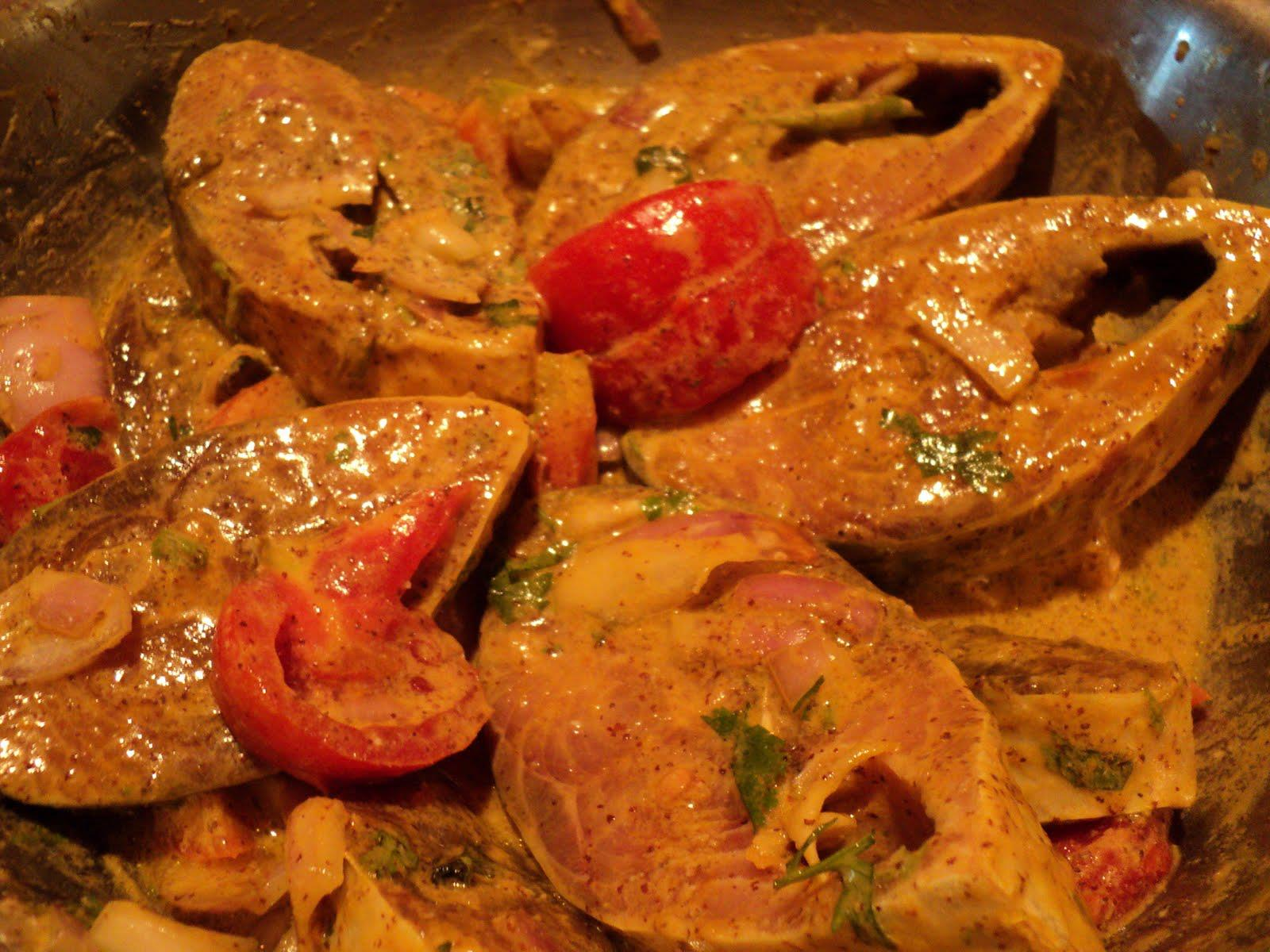
إيليش ماشا تاركاري

السردين الجاف المدخن بعد التنظيف يخلط مع الثوم والفلفل الأخضر والملح باستخدام الموتور والمدقة أو مطحنة الخليط. سمك الطعم الأبيض الجاف(ଚାଉଳି ଶୁଖୁଆ)، الجمبري الجاف (ଚିଙ୍ଗୁଡ଼ି ଶୁଖୁଆ ، ତାଂପେଡା) إلخ، تم تحضيره أيضًا مثل هذا التقشير/ المسحوق.

### وجبات خفيفة

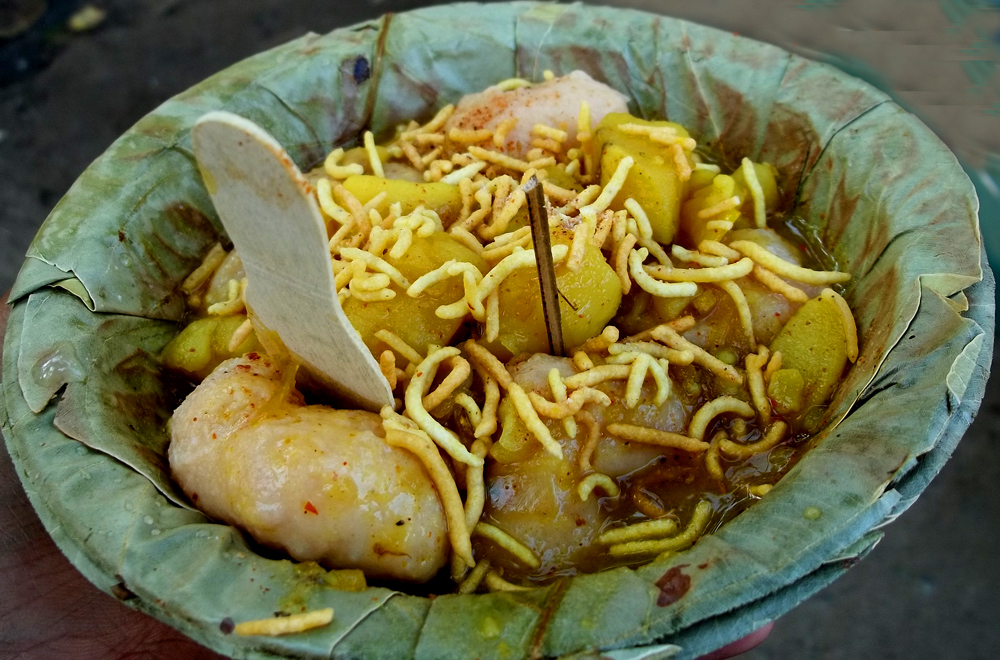
داهيبارا ألودام

### التحلية و الحلويات

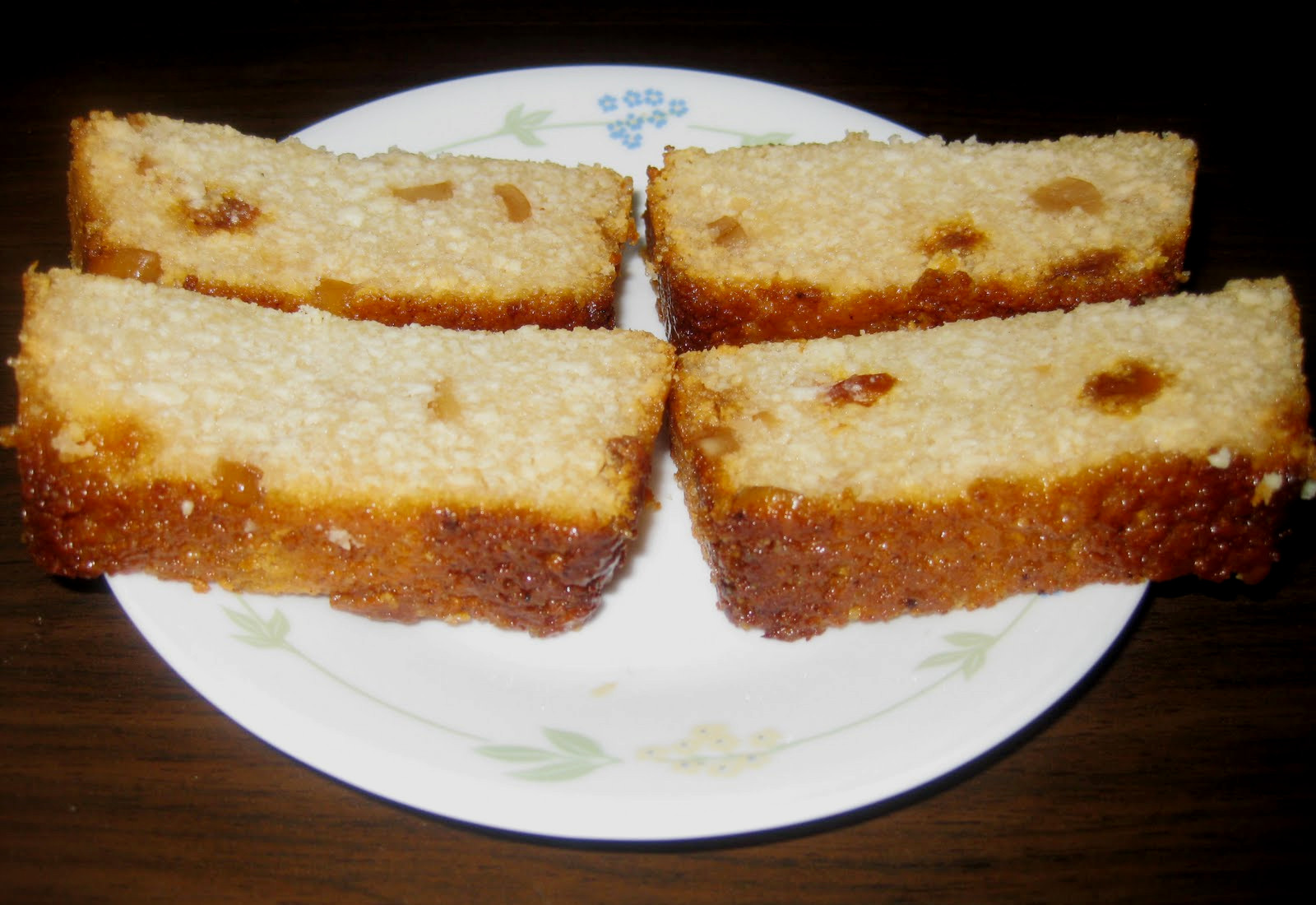
تشينا بودا

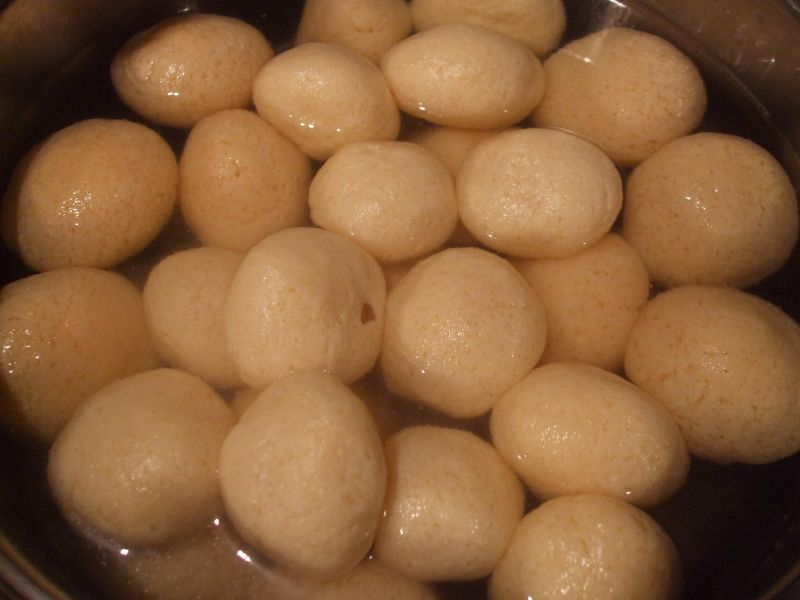
راساجولا

- خيري: خيري هي كلمة الأوديا لــ خير، وهي مصنوعة في الغالب من الأرز.[35][36]
- تشينا بودا: حلوى مصنوعة من الجبن القريش مغموسة في شراب السكر وتُخبز. قد تحتوي على ثمار جافة.[8]
- تشينا غاجا [37]
- مالبوا [38]
- كورة [11]
- خيرة ساغارا [38]
- خيرساباني
- تشينا خيري
- سوجي خيري
- تشينا جاهلي [23][32]
- راساغولا
- راسابالي [14][26]
- راس ملاي [39]
- سارساتيا
- اداسي
- أتاكالي [40]
- خاجا
- ماغاج لادو
- غاجا: وجبة خفيفة لذيذة
- ربيدي: خثارة حلوة مثل الطبق
- مودكي: وجبة خفيفة شهية شهية تشبه الجاليبي ولكن الاختلاف الوحيد هو أن الجاليبي موجود على لوح الألوان حيث يكون المودكي خفيفًا ولذيذًا أكثر
- تشنا مودكي

### المشروبات

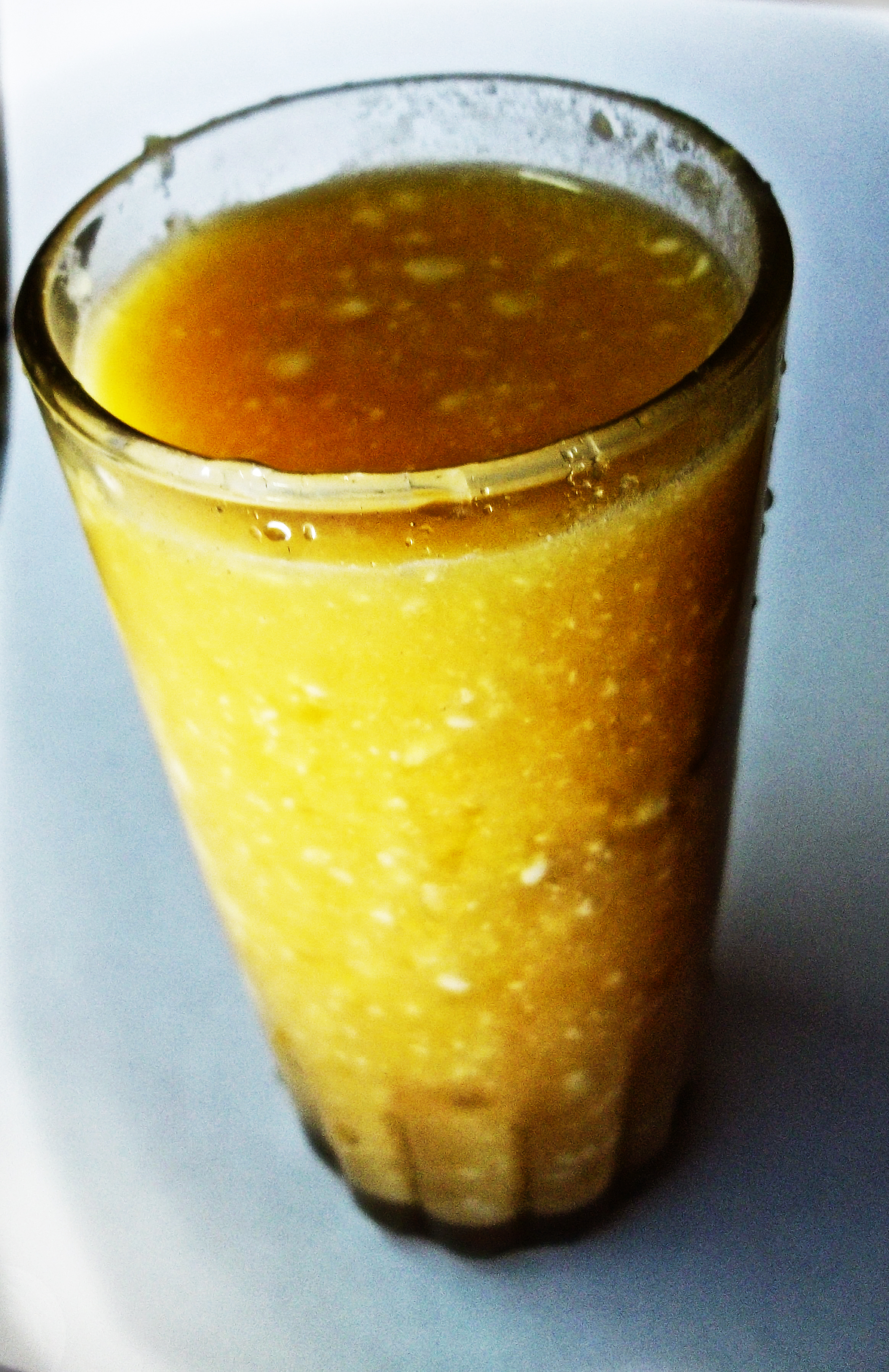
بيلا بانا

هناك العديد من المشروبات التقليدية التي تنفرد بها أوديشا. بعضها يصنع خلال مهرجانات محددة أو كقربان للآلهة والبعض الآخر يصنع طوال العام. عادة ما تسمى المشروبات ذات القوام الكثيفبانا (أوديا: ପଣା) وتلك ذات القوام المائي تعرف عادة باسمشربات. العديد من القبائل العرقية  في أوديشا لديها مشروبات محلية خاصة بها مصنوعة من منتجات الغابات.

## روابط خارجية
- وصفة أطعمة الأوديا التقليدية
- وصفة أوديشا الشهيرة باللغة الهندية